# 564年
| 千纪： | 1千纪                                                                                                  |
| 世纪： | 5世纪 \| 6世纪 \| 7世纪                                                                                |
| 年代： | 530年代 \| 540年代 \| 550年代 \| 560年代 \| 570年代 \| 580年代 \| 590年代                              |
| 年份： | 559年 \| 560年 \| 561年 \| 562年 \| 563年 \| 564年 \| 565年 \| 566年 \| 567年 \| 568年 \| 569年        |
| 纪年： | 甲申年（猴年）；高昌延昌四年；北齊河清三年；西梁天保三年；南朝陳天嘉五年；北周保定四年；新罗開國十四年 |

## 大事记
- 洛陽之戰，北周十萬大軍圍攻北齊洛陽，北周派遣尉遲迥進攻，北齊高湛派蘭陵王高長恭、大將軍斛律光、段韶救援。最終北齊以少勝多。